# Dàrdans (Tròada)
Els dàrdans (grec antic: Δάρδανοι o Δαρδάνιοι) eren els habitants de la Dardània, una regió de la Tròada.
Segons la tradició, Dàrdan havia fundat al mont Ida la ciutat de Dàrdan, antecessora de la mítica ciutat de Troia. Segons que diu Homer al Catàleg dels troians, Enees, el noble fill d'Anquises i d'Afrodita, era el cap dels dàrdans, i al seu costat hi tenia Arquèloc i Acamant, fills d'Antènor, experts en tota casta de lluita.
Segons Heròdot, en època històrica els dàrdans lluitaren contra Daurises, general de Darios el Gran de l'Imperi Aquemènida, durant la Revolta Jònica l'any 499 aC.